# 杨定华
杨定华（1950年11月—），女，汉族，江苏无锡人，中华人民共和国政治人物，曾任中共上海市委副秘书长、上海市孙中山宋庆龄文物管理委员会主任，上海市人民政府副市长。